# Задиркивач мозга
Задиркивач мозга је врста слагалица која захтева размишљање да би се решила. Често захтева размишљање на нековенционалан начин са датим ограничењима у мозгу; понекад такође укључује латерално размишљање. Логичке слагалице и загонетке су специфични типови задиркивача мозга.
Један од најстаријих познатих ентузиаста задиркивача мозга је грчки математичар Архимед. Он је осмислио математичке проблеме за своје савременике.

## Пример
Питање: Ако кокошка снесе три јајета за три дана, колико их снесе за један дан (статистички)?
Одговор1: Једну трећину. (Напомена: 3 кокошке = 3 јајета / 3 дана → 3 кокошке = (3 / 3) (јаја / дана) → 1 кокошка = (1 / 3) (јаја / дана))
Одговор2: Једно или ни једно (тешко је снести трећину јајета).
Постоји много препирки око задиркивача мозга; у датом примеру с кокошкама, могуће је да су сва јаја снесена у првом дану, тако да би одговор био три.
Питање: Марин отац има пет ћерки: 1. Nana, 2. Nene, 3. Nini, 4. Nono. Како се зове пета кћи?
A: Mary. Првих пет ћерки имају имена са првих 4 самогласника, тако да ако неко не размишља о питању, могао би да је назове по петом самогласнику, Nunu. Одговор је дат на почетку питања (iMarин отац има пет...)

## Интуиција
Потешкоћа многих задиркивача мозга лежи у одређеном нивоу заблуда у људској интуицији. Ово је најчешће у задиркивачима мозга који су повезани са кондицијоналном прабабилистиком, јер обичан људски  мозак тежи да узме у обзир апсолутну пробабилност. Као резултат, контроверзне дискусије настају из оваквих проблема, најпознатији је Monty Hall problem. Још један (једноставнији) пример оваквог задиркивача мозга је Boy or Girl paradox.